# Thibault (Nouveau-Brunswick)
Pour les articles homonymes, voir Thibault.
 (mars 2023).
Si vous disposez d'ouvrages ou d'articles de référence ou si vous connaissez des sites web de qualité traitant du thème abordé ici, merci de compléter l'article en donnant les références utiles à sa vérifiabilité et en les liant à la section « Notes et références ».
Thibault est une communauté non incorporée du Canada qui fait partie de la paroisse civile de Grimmer dans le comté de Restigouche au nord-ouest du Nouveau-Brunswick.